# Novolipetsk Steel
Novolipetsk Steel (NLMK) er en russisk stålproducent med hovedkvarter i Lipetsk. De producerer flere forskellige stålprodukter.
I 1931 begyndte Novolipetsk Iron and Steel byggeriet af et værk ved jernmalmsminen ved Lipetsk. I 1993 begyndte en privatiseringproces af virksomheden og siden 1998 har Vladimir Lisin været betyrelsesformand.